# Антонини, Лука
Лука́ Антони́ни (итал. Luca Antonini; 4 августа 1982, Милан) — итальянский футболист, защитник.

## Футбольная карьера
Лука Антонини начал свою карьеру в «Милане». Когда он закончил молодёжную карьеру, его отправили в аренду. Сначала в «Падову», затем в «Прато» (Серия C) и «Анкону» (Серия B).
Летом 2003 года «Сампдория» купила половину прав на игрока.
Его дебют в Серии A состоялся 13 декабря в матче против «Перуджи».
Но в «Сампдории» он тоже не заиграл, и в 2004 был отправлен в аренду в «Модену», пока «Милан» не выкупил половину его прав и не продал в «Эмполи», где он впервые сыграл в Кубке УЕФА.

## Достижения
- Чемпион Италии: 2010/11